# Vértebra
Se denomina vértebra (o espóndil o espóndilo) a cada uno de los huesos o cartílagos que conforman la columna vertebral, estructura de protección de la médula espinal y de sostén de los animales vertebrados.
En los seres humanos hay 33 vértebras durante la etapa fetal y en la niñez (7 cervicales + 12 torácicas + 5 lumbares + 5 sacras + 4 del cóccix), y durante la etapa adulta, solo hay 26 debido a que los huesos del sacro y el cóccix se unen convirtiéndose en un hueso cada uno. Cada una de ellas se encuentra separada de la inmediata inferior por medio de un disco vertebral, exceptuando las 5 vértebras del sacro y las 4 del cóccix, debido a su unión. 
Las vértebras se alinean entre sí por los llamados cuerpos vertebrales y por sus apófisis articulares. Entre una vértebra y otra existen núcleos de tejido conectivo laxo que se denominan discos intervertebrales.
Con excepción de la primera y segunda vértebra cervical, las llamadas vértebras verdaderas o movibles (pertenecientes a las citadas tres regiones superiores) presentan ciertos rasgos comunes que son mejor reconocidos examinando una vértebra de en medio de la región torácica.

## Estructura general
Las vértebras muestran una estructura general similar: un cuerpo y un arco neural dorsal (o posterior en humanos) compuesto por dos láminas vertebrales, dos pedículos, una apófisis espinosa, y apófisis articulares. Las vértebras de los peces tienen además en la región de la cola, arcos hemales que protegen los vasos sanguíneos, con una estructura similar a los arcos neurales pero de posición ventral. Los tetrápodos poseen además apófisis transversas y una o dos vértebras especializadas en el cuello llamadas Atlas y Axis. En los tetrápodos, los arcos hemales se convierten en los huesos en chevrón.

## Tipos de vértebras según su posición

### Peces
En los peces las vértebras se dividen en troncales y caudales. Las vértebras troncales poseen basiapófisis que articulan con las costillas, mientras que las apófisis caudales poseen arcos hemales.

### Tetrápodos
En los tetrápodos no mamíferos hay vértebras cervicales, relacionadas al cuello, troncales, articuladas con las costillas, sacras, modificadas para la articulación con la cintura pélvica, y caudales. La diferenciación de las vértebras troncales en torácicas y lumbares es propia de mamíferos.

### Vértebras de Mamíferos

#### Vértebras cervicales
Son generalmente pequeñas y delicadas. Sus apófisis espinosas son pequeñas y bífidas (la C7 es la primera vértebra, cuya apófisis espinosa puede ser palpada). Se las puede diferenciar por tener un agujero en la base de las apófisis transversas (agujero para la arteria vertebral). Numeradas de arriba abajo como C1 hasta C7, son las vértebras que permiten la rotación del cuello. Específicamente el atlas (C1) permite al cráneo subir y bajar, y el axis (C2) es el responsable de que la parte superior del cuello gire de izquierda a derecha, luego está la vértebra de rixi (C3) que es la vértebra patrón, a partir de ella todas las vértebras son prácticamente iguales. La vértebra C6 posee lo que se conoce como "Tubérculo de Chassaignac". La vértebra C7 se conoce como "Vértebra Prominente". Además, poseen un canal raquídeo muy ancho, porque coincide con el comienzo de la médula espinal.
Los discos intervertebrales de la región cervical crean lo que se llama la lordosis cervical (curvatura cóncava dorsal) de la columna.

#### Vértebras torácicas
Sus procesos espinosos apuntan hacia abajo en forma casi vertical, y son más pequeñas en relación con las de las otras regiones. Poseen en sus caras laterales unas facetas articulares (fositas costales), que articulan con la cabeza de las costillas, y otra carilla articular en sus procesos transversos destinadas a articular con el tubérculo costal. Tienen un pequeño grado de rotación entre ellas pero, al estar articuladas con la caja torácica, se vuelven casi inmóviles. Los discos intervertebrales de la región torácica crean lo que se llama la cifosis torácica (curvatura convexa dorsal) de la columna.

#### Vértebras lumbares
Son vértebras mucho más robustas que las anteriores ya que han de soportar pesos mayores. Tiene un agujero vertebral de forma triangular, sus apófisis son largas y delgadas. Permiten una considerable flexión y extensión, una moderada flexión lateral y un pequeño grado de rotación (5.º). Los discos intervertebrales de la región lumbar crean lo que se llama la lordosis lumbar (curvatura cóncava dorsal) de la columna. Además, su apófisis espinosa es cuadrilátera y se presenta casi horizontalmente.

#### Vértebras sacras
Las vértebras sacras presentan las apófisis trasversas, y en muchos casos los cuerpos, fusionados, formando una estructura única denominada sacro.

## Tipos de vértebras según la morfología de sus cuerpos[2]
- Acélicas o anfiplanas: la superficie entre los cuerpos es plana o ligeramente cóncava o convexa. Esta es la vértebra típica de mamíferos.
- Procélicas: la parte anterior de los cuerpos es cóncava y la posterior es convexa. Típica de lagartos y serpientes (diápsidos).
- Opistocélicas: la parte anterior de los cuerpos es convexa y la posterior es cóncava. También típica de diápsidos.
- Anficélicas: las terminaciones de los cuerpos son cóncavas. Típica de condrictios, peces óseos y anfibios primitivos.
- Heterocélicas: forma de silla de montar, aparecen en cervicales y troncales de aves excepto en pingüinos.

## Embriogénesis
Durante el desarrollo embrionario de la mayoría de los vertebrados, las células del esclerótomo migran para rodear médula espinal y la notocorda. El esclerótomo es formado a partir del mesodermo paraxial  y se origina en la parte ventromedial de los somitas. La columna de tejido que rodea la notocorda y la médula, tiene una apariencia segmentada, con partes alternadadas de áreas densas y menos densas, que en algunos peces llegan a constituir masas de tejido independientes llamadas esclerotomitos. Esta división nunca ocurre en tetrápodos. Cada par de zonas densas y menos densas acompañan a un miótomo. Finalmente, una parte posterior se va a combinar con una anterior, en un proceso conocido como resegmentación, que hace que las vértebras tengan una posición intermedia entre dos miótomos sucesivos. A medida que el esclerotomo se desarrolla, se condensa más y se empieza a conformar por un lado el cuerpo vertebral y por el otro los arcos. Los arcos aparecen primariamente en la evolución de los cordados, y en los condrictios y algunos peces se forman a partir de estructuras pareadas, cuatro de cada lado de la notocorda, llamadas arcualias. En muchos peces con arcualias, la notocorda es persistente durante toda la vida. El cuerpo o centro aparece posteriormente y puede formarse de distintas maneras: a partir de células esclerotómicas pertenecientes a los arcos (se habla de arcocentro), a partir de células esclerotómicas que invaden el interior la notocorda (cordacentro) y a partir de células que estrangulan la notocorda desde afuera hacia adentro (autocentro o centro pericondral). Esta última forma es la única presente en amniotas aunque en otros grupos pueden estar presentes dos o incluso los tres tipos de desarrollo. A su vez, el cuerpo puede osificar directamente sin pasar por un estadio de cartílago (osificación intramembranosa, actinopterigios, algunos anfibios), o formar primero un molde de cartílago (osificación endocondral, condrictios, amniotas). Los arcos de osteíctios actuales (incluyendo a los tetrápodos) se desarrollan a partir del par dorsal anterior de arcualias (llamados basidorsales). En los teleósteos y amniotas, los arcos y los cuerpos se encuentran siempre fusionados, una condición llamada holospondilia. Los tetrápodos primitidos presentan vértebras diplospóndilas, con dos cuerpos, uno craneal y uno caudal (ambos pericondrales), que toman distintos nombres de acuerdo al mayor desarrollo de uno o de otro. Mientras que los tetrápodos actuales tienen vértebras monospóndilas, con un solo cuerpo. Estos dos centros de los vértebrados primitivos, llamados pleurocentro e hipocentro (o intercentro) fueron antiguamente homólogados a las arcualias por el naturalista alemán Hans Gadow, quien había estudiado el desarrollo de condrictios. Esta teoría está actualmente abandonada, considerándose que ambos centros son centros pericondrales.
El desarrollo de las formas adecuadas de los cuerpos vertebrales está regulado por los genes de tipo HOX. La notocorda desaparece en los segmentos del esclerotomo (cuerpo vertebral), pero persistirá en los discos intervertebrales.